# FCM Târgoviște
FCM Târgoviște (rum. Fotbal Club Municipal Târgoviște) – rumuński klub piłkarski, mający siedzibę w mieście Târgoviște.

## Historia
Chronologia nazw:
- 1948: Metalul Târgoviște
- 1956: Energia Târgoviște
- 1957: Metalul Târgoviște
- 1972: CS Târgoviște
- 1994: Oțelul Târgoviște
- 1996: Chindia Târgoviște
- 2003: FCM Târgoviște
- 2015: klub roziązano
- 2016: FCM Târgoviște

Klub piłkarski Metalul Târgoviște został założony w miejscowości Târgoviște w 1948 roku. Najpierw zespół rozpoczął występy w Divizia D. W 1956 po zmianie nazwy na Energia Târgoviște startował w Divizia C, zajmując drugie miejsce w Serie II. W następnym roku wrócił do nazwy Metalul Târgoviște, a w sezonie 1957/58 znów był drugim w Serie II. Po zakończeniu sezonu 1958/59 uplasował się na trzeciej pozycji w Serie III. Jednak latem 1959 został zreformowany system lig w Rumunii i klub zakwalifikował się do rozgrywek w Divizia B. W debiutowym sezonie 1959/60 w drugiej lidze zajął 7. lokatę w Serie II, a w następnym sezonie zwyciężył w Serie I i awansował do Divizia A. Debiut na najwyższym poziomie był nieudanym. Po zajęciu przedostatniego 13. miejsca w sezonie 1961/62 klub spadł z powrotem do Divizia B. W kolejnych dwóch sezonach zajmował drugą lokatę w Serie II, a potem miejsca w środku tabeli. W 1966 po zajęciu ostatniego 14. miejsca w Serie I pożegnał się z drugą ligą. Po trzech latach klub znów wrócił do Divizia B. W sezonie 1969/70 był drugim Serie I drugiej ligi, a w sezonie 1970/71 trzecim w Serie I. W 1972 klub zmienił nazwę na CS Târgoviște. W sezonie 1974/75 znów był trzecim w Serie II. Dopiero w sezonie 1976/77 zwyciężył w Serie II i po raz drugi awansował do Divizia A. W sezonie 1977/78 uplasował się na dziewiątym miejscu. W sezonie 1978/79 zajął siódmą lokatę, jednak w następnym sezonie 1979/80 po zajęciu 16. miejsca spadł do Divizia B. Po roku spędzonym w drugiej lidze wygrał Serie II i wrócił do Divizia A. Sezon 1981/82 zakończył na 9. miejscu. W 1983 został sklasyfikowany na 14. pozycji. W 1984 po zajęciu ostatniego 18. miejsca spadł do Divizia B. Do 1992 roku występował w Serie II, najwyższe osiągnięcie to trzecie miejsce w sezonach 1985/86 i 1990/91. Następne trzy sezony grał w Divizia C. W sezonie 1994/95 po zmianie nazwy na Oțelul Târgoviște zwyciężył w Serie II i wrócił do Divizia B. W pierwszym sezonie po powrocie do drugiej ligi zwyciężył w Serie I i zdobył promocję do Divizia A. Przed rozpoczęciem sezonu 1996/97 przyjął nazwę Chindia Târgoviște, a sezon zakończył na 16. miejscu. W następnym sezonie znów uplasował się na 16. pozycji i tym razem spadł do Divizia B. W 2000 spadł do Divizia C, a w 2003 wrócił do Divizia B. W sezonie 2003/04 po zmianie nazwy na FCM Târgoviște zajął 7. lokatę w Serie II, a potem zajmował miejsca w dolnej części tabeli. W 2006 po kolejnej reorganizacji systemu lig pozostał w drugiej lidze w grupie niższej. W 2009 spadł do trzeciej ligi, która od 2006 nazywała się Liga III. W sezonie 2009/10 był drugim w Serie 4 trzeciej ligi i to był ostatni sukces klubu. W marcu 2010 wygasła umowa korzystania ze stadionu Eugena Popescu i klub z przyczyn finansowych był zmuszony rozgrywać swoje mecze na stadionie Alpan w gminie Șotânga (8 km na północny zachód od Târgoviște). W sezonie 2014/15 zespół zajął 10. miejsce w Serie C3, a zwycięzcą grupy został inny klub z miasta Chindia Târgoviște, który awansował do Ligi II. Po tym fakcie klub został rozwiązany, a większość piłkarzy wzmocniło Chindię.
Po roku nieobecności, w 2016 klub został reaktywowany. W sezonie 2016/17 startował w Liga VI, județul Dâmbovița, Serie Nord. W sezonie 2017/18 zajął 7. miejsce w Serie Nord.

## Barwy klubowe, strój
| Czerwony | Niebieski |

Klub ma barwy czerwono-niebieskie. Zawodnicy domowe spotkania zazwyczaj grają w pasiastych pionowo czerwono-niebieskich koszulkach, niebieskich spodenkach oraz niebieskich getrach.

## Sukcesy

### Trofea międzynarodowe
Nie uczestniczył w rozgrywkach europejskich (stan na 31-05-2019).

### Trofea krajowe
| \| \| Zdobyte trofea w rozgrywkach Rumunii (stan na: 31-05-2019) \| |                                                            |      |                                                                               |
| Rozgrywki                                                           | Osiągnięcie                                                | Razy | Sezon(y)                                                                      |
| Mistrzostwo                                                         | I miejsce                                                  | 0    |                                                                               |
| Mistrzostwo                                                         | II miejsce                                                 | 0    |                                                                               |
| Mistrzostwo                                                         | III miejsce                                                | 0    |                                                                               |
| Mistrzostwo                                                         | 7.miejsce                                                  | 1    | 1978/79                                                                       |
| Puchar                                                              | zdobywca                                                   | 0    |                                                                               |
| Puchar                                                              | finalista                                                  | 0    |                                                                               |
| Puchar                                                              | ćwierćfinalista                                            | 2    | 1961/62, 1964/65                                                              |
| II liga                                                             | I miejsce                                                  | 4    | 1960/61 (Serie I), 1976/77 (Serie II), 1980/81 (Serie II), 1995/96 (Serie I)  |
| II liga                                                             | II miejsce                                                 | 3    | 1962/63 (Serie II), 1963/64 (Serie II), 1969/70 (Serie I)                     |
| II liga                                                             | III miejsce                                                | 4    | 1970/71 (Serie I), 1974/75 (Serie II), 1985/86 (Serie II), 1990/91 (Serie II) |
| Rumunia                                                             | Zdobyte trofea w rozgrywkach Rumunii (stan na: 31-05-2019) |      |                                                                               |

- Liga III (D3):
  - mistrz (3x): 1968/69 (Serie IV), 1976/77 (Serie I), 1994/95 (Serie II)
  - wicemistrz (4x): 1956 (Serie II), 1957/58 (Serie II), 2002/03 (Serie IV), 2009/10 (Serie 4)
  - 3.miejsce (3x): 1958/59 (Serie III), 1966/67 (Serie Sud), 1967/68 (Serie Sud)

## Struktura klubu

### Stadion
Klub piłkarski rozgrywa swoje mecze domowe na stadionie Alpan w gminie Șotânga, który może pomieścić 1000 widzów. Do marca 2010 grał na stadionie Eugena Popescu w Târgoviște (10000 miejsc).

## Kibice i rywalizacja z innymi klubami

### Derby
- Chindia Târgoviște
- Flacăra Moreni
- Petrolul Ploeszti